# Гексагидроксоиод(VII) гидросульфат
Гексагидроксоиод(VII) гидросульфат — неорганическое соединение
иода с формулой [I(OH)6]HSO4,
бесцветные кристаллы,
растворяется в воде.

## Получение
- Растворение ортоиодной кислоты в серной кислоте:

{\displaystyle {\mathsf {H_{5}IO_{6}+H_{2}SO_{4}\ {\xrightarrow {50^{o}C}}\ [I(OH)_{6}]HSO_{4}}}}

## Физические свойства
Гексагидроксоиод(VII) гидросульфат образует бесцветные гигроскопичные кристаллы.
Устойчив в сухой атмосфере.
Растворяется в воде, не растворяется в уксусной кислоте.